# Agios Ioannis (Lindos)

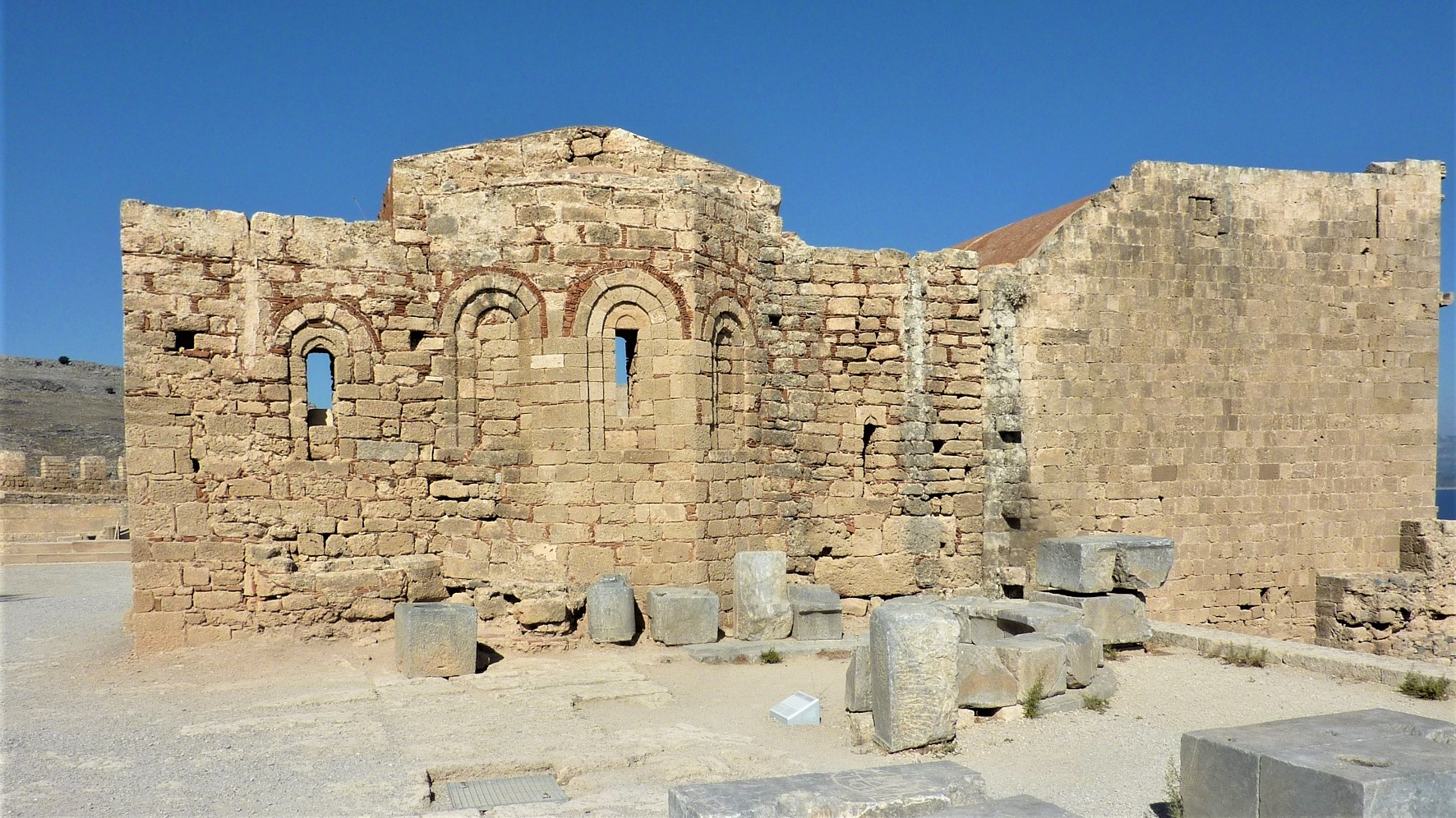
Agios Ioannis, Blick zu den Apsiden

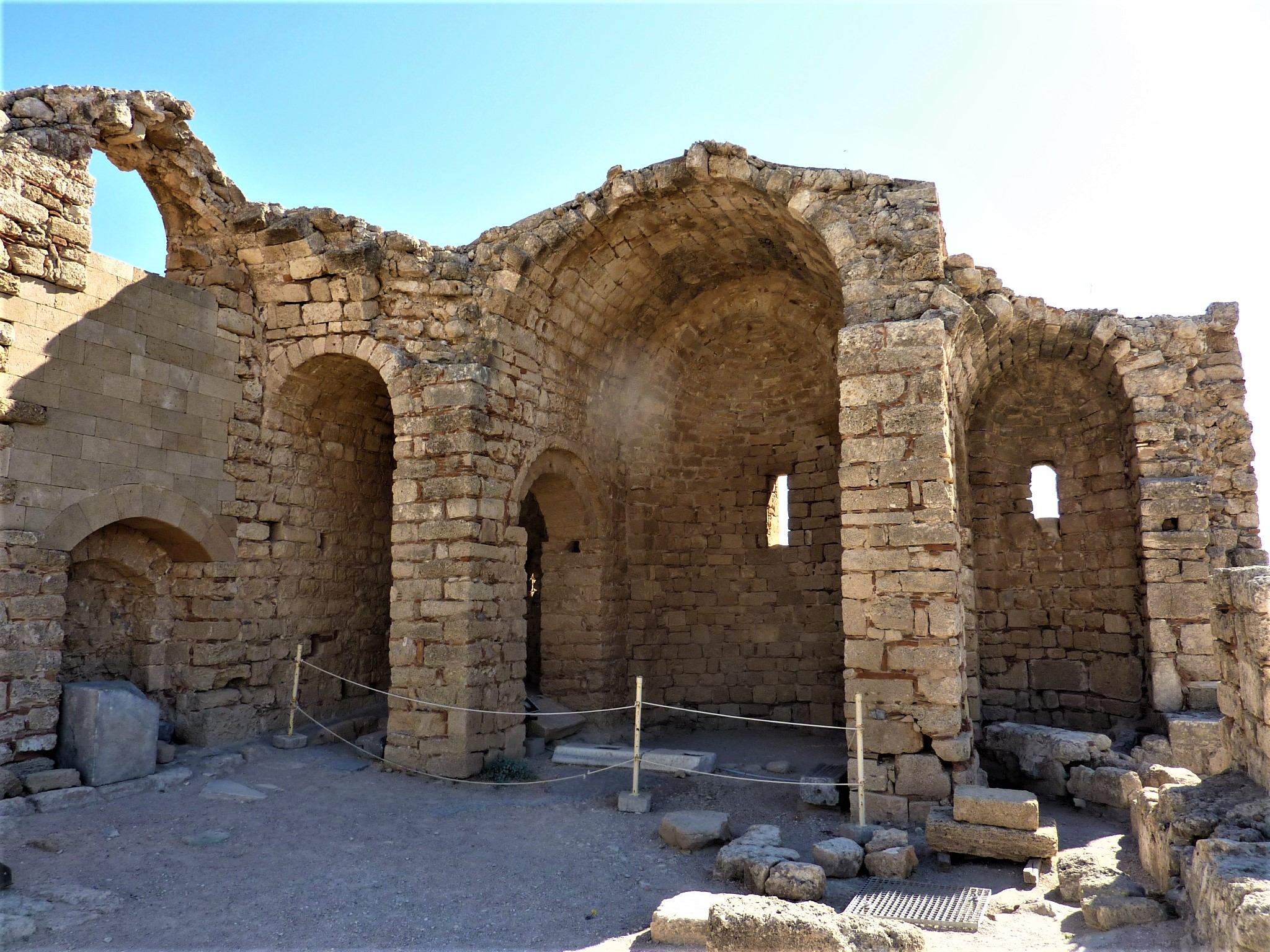
Inneres der Chorruine

Agios Ioannis (griechisch Άγιος Ιωάννης Ágios Ioánnis, deutsch ‚St. Johannes‘) ist eine Kirchenruine auf der Akropolis von Lindos auf Rhodos. Erhalten ist vor allem die byzantinische Choranlage im Osten des Gebäudes mit ihren von Ziegeln eingefassten Rundbogenfenstern.

## Beschreibung
Agios Ioannis entstand im 12. oder 13. Jahrhundert als Kreuzkuppelkirche auf den Fundamenten einer älteren Kirche aus dem 6. Jahrhundert. Die erhaltene Hauptapsis ragt im Osten aus der Kirchenwand heraus, während die beiden kleineren Seitenapsiden innen halbrund und außen jeweils gerade geschlossen sind. Über der Vierung  erhob sich ursprünglich eine Tambourkuppel. Während der Herrschaft des Johanniterordens über die Insel wurde die Akropolis befestigt und als Burg ausgebaut. An die Südwand der Johanneskirche wurde das gotische Burghaus angebaut und beide Gebäudeteile durch ein Portal verbunden. Auch in der südlichen Seitenapsis findet sich ein gotisches Lanzettfenster. Die Baumaßnahmen erfolgten wohl im 15. Jahrhundert. Das älteste gefundene Wappen ist das des Großmeisters Antonio Fluvian de la Riviere (1421–1437). 
Nach der Eroberung der Insel bewohnte ein türkischer Kommandant das Burghaus und die Agios-Ioannis-Kirche wurde als Moschee genutzt und verfiel später zur Ruine. In der Hautpapsis sind Spuren einer Mihrāb nachweisbar.